# الرقطة
الرقطة قرية تقع على بعد 100كم جنوب مدينة بنغازي في ليبيا. ليست بالبعيدة عن قرية المقرون على ساحل البحر المتوسط وتمتاز بسواحلها الجميلة ورمالها.
يعتقد أن الاسم أتى من الافاعى «الرقطة» التي تقتطنها في السهول في حين أن الرواية الأخرى أنها سميت على «كلبة رقطاء» وهدة الاخيرة الاقرب إلى الصحة.

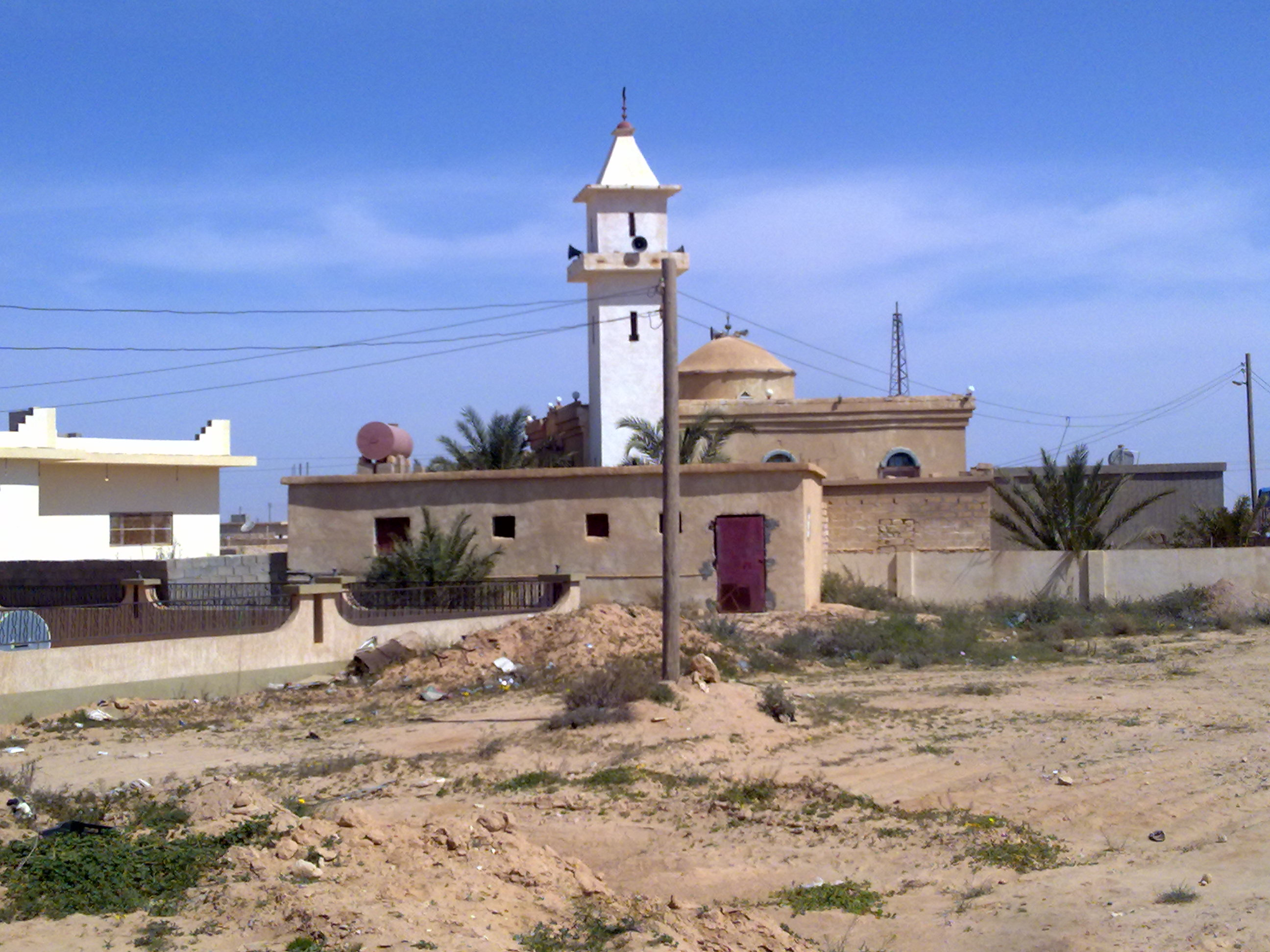
الرقطة.